# Grb Abhazije
Grb Republike Abhazije je dana 23. srpnja 1992. prihvatio abhazijski parlament, nakon što je proglasio otcjepljenje od Gruzije.
Grb je okomito podijeljen na bijelu i zelenu stranu, koje simboliziraju duhovnost te mladost. Na njemu se nalaze jedna veća i dvije manje osmokrake zvijezde, koje predstavljaju zajedništvo istoka i zapada, kao i konjanik na letećem konju, scena iz "Nartskih epova" iz sjevernog Kavkaza.